# Charrua (Rio Grande do Sul)
Charrua is een gemeente in de Braziliaanse deelstaat Rio Grande do Sul. De gemeente telt 3.642 inwoners (schatting 2009).